# 貴婦人
| ウィキペディアには「貴婦人」という見出しの百科事典記事はありません（タイトルに「貴婦人」を含むページの一覧/「貴婦人」で始まるページの一覧）。 代わりにウィクショナリーのページ「貴婦人」が役に立つかもしれません。 |